# Бад Залцшлирф
Бад Залцшлирф (њем. Bad Salzschlirf) општина је у њемачкој савезној држави Хесен. Једно је од 23 општинска средишта округа Фулда. Према процјени из 2010. у општини је живјело 3.000 становника. Посједује регионалну шифру (AGS) 6631001.

## Географски и демографски подаци
Бад Залцшлирф се налази у савезној држави Хесен у округу Фулда. Општина се налази на надморској висини од 280 метара. Површина општине износи 13,0 km². У самом мјесту је, према процјени из 2010. године, живјело 3.000 становника. Просјечна густина становништва износи 230 становника/km².